# Maître du Jardin de vertueuse consolation
Le Maître du Jardin de vertueuse consolation est un maître anonyme enlumineur actif à Bruges des années 1450 à 1475. Il doit son nom à un ouvrage de Pierre d'Ailly dont la décoration lui est attribuée, Le Jardin de Vertueuse consolation, destiné à Louis de Gruuthuse et aujourd'hui conservé à la Bibliothèque nationale de France comme ms. fr. 1026.

## Éléments biographiques et stylistiques

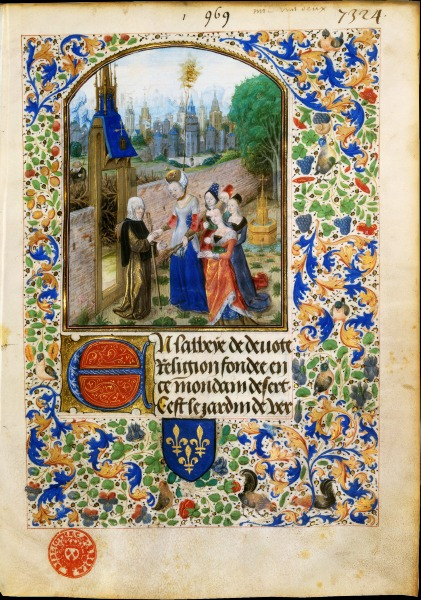
Miniature du Jardin de vertueuse consolation, f.1r.

Le style du maître a été distingué par l'historien de l'art belge Maximiliaan P.J. Martens qui a distingué sa main dans certains manuscrits jusqu'alors attribués au Maître de Marguerite d'York. Il s'agirait d'un collaborateur de l'enlumineur de Bruges qui adopterait un style plus soigné. Ses personnages sont dessinés de manière plus habile et précise, sa palette de couleur plus riche et subtile que son maître et il montre plus d'attention dans le rendu des matières. Il pourrait avoir été formé dans l'entourage de Liévin van Lathem et travaille pour des clients prestigieux comme Louis de Gruuthuse.
L'existence du maître est cependant remise en cause par l'historien de l'art français Pascal Schandel : pour ce dernier, le manuscrit du Jardin de vertueuse consolation est bien de la main du Maître de Marguerite d'York lui-même et la bonne qualité des miniatures au regard de sa production habituelle montre simplement qu'il s'est mis au niveau de la qualité de ses commanditaires.

## Œuvres attribuées

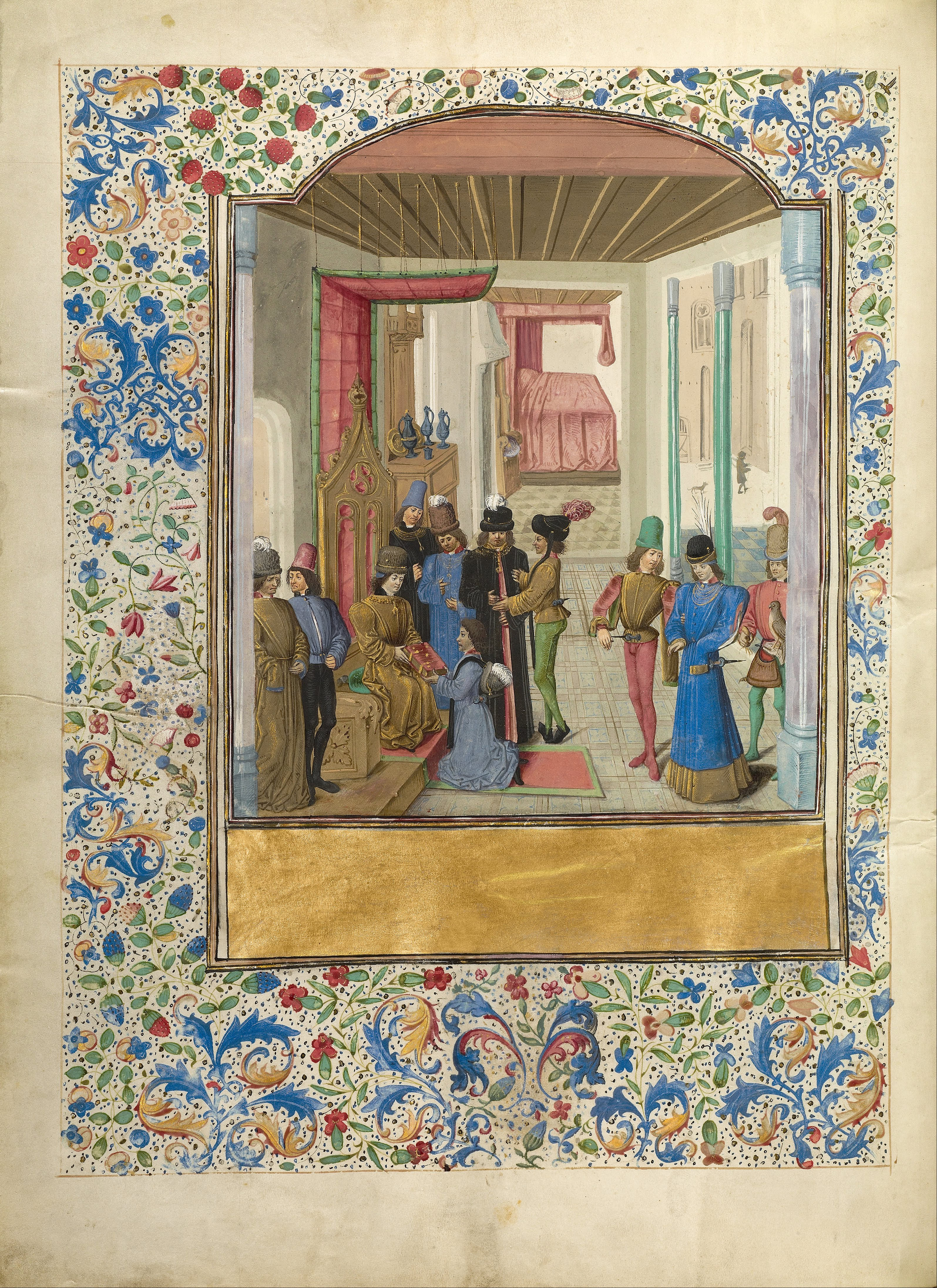
Miniature de dédicace du Livre des fais d'Alexandre le Grand.

- Jardin de vertueuse consolation de Pierre d'Ailly, manuscrit destiné à Louis de Gruuthuse, 3 grandes miniatures, Bibliothèque nationale de France, Fr.1026
- Livre des fais d'Alexandre le Grand, Quinte Curce traduit par Vasque de Lucène, 10 grandes miniatures et 1 miniature en pleine page, J. Paul Getty Museum, Los Angeles, Ms. Ludwig XV 8
- Romuléon, manuscrit pour Louis de Gruuthuse, Turin, Biblioteca nazionale universitaria, Ms. L.I.41 et L.I.42
- La Légende dorée de Jacques de Voragine, plusieurs enlumineurs dont Willem Vrelant? Loyset Liédet, Philippe de Mazerolles, Maître de Marguerite d'York et le maître, Morgan Library and Museum, M671-675[5]